# Севериновка (Зеньковский район)
Севериновка (укр. Сиверинівка) — село,
Зеньковский городской совет,
Зеньковский район,
Полтавская область,
Украина.
Код КОАТУУ — 5321310109. Население по переписи 2001 года составляло 302 человека.

## Географическое положение
Село Севериновка находится на левом берегу реки Ташань,
выше по течению на расстоянии в 2 км расположено село Пирки,
ниже по течению на расстоянии в 1,5 км расположен город Зеньков.

## История
- На картах 1869-1914 годов 2 Севериновки: Малая[2] и Большая[3]
- Есть на карте 1812 года[4]

## Объекты социальной сферы
- Фельдшерско-акушерский пункт.